# ATP San Paolo 1976
L'ATP San Paolo 1976 è stato un torneo di tennis giocato sul sintetico indoor. È stata la 1ª edizione del torneo, che fa parte del Commercial Union Assurance Grand Prix 1976. Si è giocato a San Paolo in Brasile dal 15 al 21 novembre 1976.

## Campioni

### Singolare maschile
Guillermo Vilas ha battuto in finale  José Higueras con il punteggio di 6–3 6–0

### Doppio maschile
Elio Álvarez /  Víctor Pecci hanno battuto in finale  Ricardo Cano /  Belus Prajoux con il punteggio di 6–4, 3–6, 6–3